# 御花代
御花代（おはなだい）、御花料（おはなりょう）は、葬儀など弔事において遺族に渡される金品のことである。

## 概要
葬儀における会葬者の宗教・宗派がわからない場合に用いられる。特に、キリスト教では葬儀の際に金品を贈る習慣はないが、日本の習慣に従い金品を贈ることがある。キリスト教（福音派）の場合、不祝儀袋には宗教上、御霊前・御仏前・香典などと書くことが許されないため、御花代・御花料と一般的にキリスト教で用いられることが多い。ほかに「御偲料」と書かれることもある。

## 福音派
この節ではキリスト教福音派の用語について解説する。
福音派では異教の用語である焼香、香典、仏前、霊前は使われない。クリスチャンが異教の葬儀に出席するときに「葬儀代」「御花料」「慰」と書くが、教会でなされるキリスト教式の葬儀の場合は葬儀費用援助のための献金箱を設けることがある。既製品は「ご霊前」と書かれているので、半紙あるいは白い封筒で自作することがすすめられる。戦前のプロテスタントは異教の儀式に妥協することがあったが、戦後の福音派はそれを偶像崇拝とみなしている。福音派では仏式の葬儀にクリスチャンが出席することついて議論があり、悪霊が働く異教の儀式そのものに可能な限り参加するべきでなく、近親者の葬儀などにやむを得ず出席しなければならない場合は、仏前（死者の霊）にささげられる花も避け、葬儀代（funeral expenses）もしくは家族や慰問者の食事代と明記するという立場もある。